# 4749 Ледзеппелін
(4749) 1989 WE1 (1989 WE1, 1976 HJ, 1978 TG) — астероїд головного поясу.
Тіссеранів параметр щодо Юпітера — 3,216.